# Kuró
Kuró (szlovákul: Kurov) község Szlovákiában, az Eperjesi kerület Bártfai járásában.

## Fekvése
Bártfától 12 km-re északnyugatra, a Tapoly és a lengyel határ között fekszik.

## Története
1332-ben említik először.
A 18. század végén Vályi András így ír róla: „KUROVA. Orosz falu Sáros Várm. földes Ura G. Áspermont Uraság, lakosai többen ó hitűek, fekszik Gáboltónak szomszédságában, mellynek filiája, földgyének fele közép termékenységű, réttye, legelője, fája is van.”
Fényes Elek 1851-ben kiadott geográfiai szótárában így ír a faluról: „Kurova, Sáros vármegyében, orosz-tót falu, Gáboltóhoz 1/2 órányira: 120 romai, 169 gör. kath., 10 zsidó lak. F. u. gr. Erdődy.”
A trianoni diktátum előtt Sáros vármegye Bártfai járásához tartozott.

## Népessége
| Év:            | 1994. | 2004.   | 2014.   | 2024.    |
| -------------- | ----- | ------- | ------- | -------- |
| Emberek száma: | 552   | 559     | 612     | 727      |
| Eltérés:       |       | +1,26 % | +9,48 % | +18,79 % |

| Év:            | 2023. | 2024.   |
| -------------- | ----- | ------- |
| Emberek száma: | 729   | 727     |
| Eltérés:       |       | -0,27 % |

1910-ben 505, túlnyomórészt ruszin lakosa volt.
2001-ben 546 lakosából 356 szlovák, 96 cigány, 76 ruszin és 13 ukrán volt.
2011-ben 590 lakosából 457 szlovák, 107 ruszin és 11 ukrán.

## Nevezetességei
Szent Lukács evangélista tiszteletére szentelt római katolikus temploma.